# Марккус Сеппік
Марккус Сеппік (ест. Markkus Seppik, нар. 16 квітня 2001, Пярну, Естонія) — естонський футболіст, захисник клубу «Флора».

## Ігрова кар'єра

### Клубна
Марккус Сеппік починав грати у футбол у своєму рідному місті Пярну. У 2016 році він приєднався до столисного клубу «Флора». З 2017 року футболіст був внесений в заявку першої команди але продовжив грати в молодіжному складі. Першу гру в основі Сеппік провів 10 березня 2019 року у матчі чемпіонату Естонії.
Влітку 2019 року Сеппік разом з партнером Маттіасом Мяннілааном був на рік відправлений в оренду у клуб німецької Другої Бундесліги «Гольштайн» з міста Кіль. Але там він грав лише в молодіжній команді. Після закінчення терміну оренди захисник повернувся у «Флору», з якою виграв всі національні титули.

### Збірна
Марккус Сеппік виступав за юнацькі та молодіжну збірні Естонії. У листопаді 2022 року він отримав виклик до національної збірної Естонії на турнір Балтійський кубок але на поле там не виходив.

## Титули
Флора
 Чемпіон Естонії (3): 2020, 2022, 2023
 Переможець Суперкубка Естонії (2): 2021, 2024